# Jadwiga Adamczyk (profesor)
Jadwiga Adamczyk – polski naukowiec, profesor dr habilitowany nauk o zarządzaniu i jakości.

## Kariera naukowa
- 1987 doktor nauk ekonomicznych; nadanie stopnia - Uniwersytet Ekonomiczny w Krakowie;
- 2001 doktor habilitowany nauk ekonomicznych (nauki o zarządzaniu); nadanie stopnia - Uniwersytet Ekonomiczny w Krakowie;
- 2009 profesor nauk ekonomicznych, rejestracja tytułu Uniwersytet Ekonomiczny w Krakowie[1] .

## Praca naukowo-dydaktyczna
Od 1 listopada 1977 zatrudniona przez Uniwersytet Ekonomiczny w Krakowie w specjalności ekonomika i organizacja przedsiębiorstw, analiza i diagnostyka ekonomiczna przedsiębiorstw, ekologiczne uwarunkowania rozwoju przedsiębiorstw, społeczna odpowiedzialność przedsiębiorstw; ponadto od 1 października 2005 do 30 września 2016 była zatrudniona w Państwowej Wyższej Szkole Zawodowej im. prof. Stanisława Tarnowskiego w Tarnobrzegu (obecnie Państwowa Akademia Nauk Stosowanych im. prof. Stanisława Tarnowskiego w Tarnobrzegu). Członek Prezydium Komitetu Nauk Ekonomicznych Polskiej Akademii Nauk; członek Rady Dyscypliny - Nauki o Zarządzaniu i Jakości Uniwersytetu Ekonomicznego w Krakowie; były członek Komitetu Nauk Ekonomicznych Uniwersytetu Ekonomicznego w Krakowie .